# برنل ويتيكر
برنل ويتيكر (بالإنجليزية: Pernell Whitaker)‏. مواليد 2 يناير 1964 في نورفك، فرجينيا، الولايات المتحدة، هو ملاكم أمريكي يصنف ضمن فئة وزن خفيف المتوسط. حقق بطولة رابطة الملاكمة العالمية وبطولة المجلس العالمي للملاكمة وبطولة الاتحاد الدولي للملاكمة. شارك في دورة الألعاب الأولمبية الصيفية.

## إحصائيات
خاض خلال مسيرته 46 نزالا، فاز في 40 وتعادل في 1 وخسر في 4. فاز بالضربة القاضية في 17 نزالا.

## الميداليات
| الميدالية | المسابقة                       |
| --------- | ------------------------------ |
| ذهبية     | الألعاب الأولمبية الصيفية 1984 |
| ذهبية     | دورة الألعاب الأمريكية 1983    |

## روابط خارجية
- برنل ويتيكر على موقع بوكس ريك (الإنجليزية) (registration required)
- برنل ويتيكر على موقع أوليمبيديا (الإنجليزية)
- برنل ويتيكر على موقع قاعة فرجينيا للمشاهير الرياضية (الإنجليزية)